# Eckerita
L'eckerita és un mineral de la classe dels sulfurs. Rep el nom per Markus Ecker, un conegut expert en minerals de Lengenbach.

## Característiques
L'eckerita és una sulfosal de fórmula química Ag₂CuAsS₃. Va ser aprovada com a espècie vàlida per l'Associació Mineralògica Internacional l'any 2014. Cristal·litza en el sistema monoclínic. La seva duresa a l'escala de Mohs oscil·la entre 2,5 i 3. És un mineral isostructural amb la xantoconita. L'estructura cristal·lina és topològicament idèntica a la de la xantoconita i la pirostilpnita, amb una de les tres posicions d'Ag independents dominada per Cu. És químicament similar a la keutschita.

## Formació i jaciments
Va ser descoberta a la pedrera Lengenbach, a la comuna de Binn, a Valais, Suïssa. Es tracta de l'únic indret en tot el planeta on ha estat descrita aquesta espècie mineral.